# Gerd Roggensack
Gerd Roggensack (Güstrow, 1941. október 5. – 2024. április 17.) német labdarúgó, csatár, edző.

## Pályafutása

### Játékosként
1962–63-ban a Borussia Dortmund, 1963 és 1967 között az Arminia Bielefeld, 1967–68-ban az 1. FC Kaiserslautern, 1968 és 1972 között ismét az Arminia Bielefeld, 1972 és 1976 között a DJK Gütersloh labdarúgója volt. 1976–77-ben az FC Stukenbrock csapatában fejezte be az aktív játékot. A Borussia Dortmunddal egyszeres német bajnok volt.

### Edzőként
1976 és 2011 között vállalt edzői munkát. 1984 és 1986 között az Arminia Bielefeld, 1986–87-ben az Eintracht Braunschweig, 1987 és 1989 között az SG Wattenscheid 09, 1989–90-ben az 1. FC Kaiserslautern, 1990-ben a Preußen Münster, 1991 és 1993 között a Fortuna Köln, 1993–94-ben az SpVgg Unterhaching, 1995-ben a VfL Wolfsburg, 1997-ben az SC Verl, 2001-ben a Kickers Emden vezetőedzőjeként tevékenykedett. a VfL Wolfsburg csapatával 1995-ben németkupa-döntős volt.

## Sikerei, díjai

### Játékosként
Borussia Dortmund
- Nyugatnémet bajnokság
  - győztes: 1963
- Német kupa (DFB Pokal)
  - döntős: 1963

### Edzőként
VfL Wolfsburg
- Német kupa (DFB Pokal)
  - döntős: 1995